# Drapetis paucisaetosa
Drapetis paucisaetosa är en tvåvingeart som beskrevs av Raffone 1994. Drapetis paucisaetosa ingår i släktet Drapetis och familjen puckeldansflugor.
Artens utbredningsområde är Sierra Leone. Inga underarter finns listade i Catalogue of Life.